# Штурм Білого дому
«Штурм Білого дому» (англ. White House Down) — американський бойовик режисера Роланда Еммеріха, знятий за сценарієм Джеймса Вандербілта, в головній ролі з Ченнінгом Татумом і Джеймі Фоксом. Прем'єра в США відбулася 26 червня 2013 року, а в Україні — 18 липня 2013.

## Сюжет
Нещодавно обраний президент Джеймс Соєр (Джеймі Фокс) прагне миру на Близькому Сході, тому ініціює виведення американських військ з конфліктної території. Для цього він збирає нараду, на яку запрошено осіб з сенату і кабінету міністрів. Цю інформацію видає терористам зрадник з оточення президента і терористи вирішують скористатись цією ситуацією, коли в одній будівлі зберуться всі високопоставлені особи, верхівка влади. Вони здійснюють штурм Білого дому і в заручниках опиняються всі, хто знаходиться в будівлі.
Незадовго до цього співробітник державної безпеки Джон Кейл (Ченнінг Татум) приходить на співбесіду на омріяну посаду в службі охорони президента США. Він приводить з собою на екскурсію, в Білий дім, свою 11-річну доньку Емілі (Джої Кінг).
Під час цієї екскурсії і здійснюють напад терористи. Тепер спецагент змушений рятувати своє життя, життя доньки Емілі і президента США (Джеймі Фокс). Активну участь в цьому візьме приваблива спецагент Керол Фінерті (Меггі Джиленгол), яку пов'язує з Джоном романтичне минуле.

## В ролях
- Ченнінг Татум — спецагент Джон Кейл.
- Джеймі Фокс — Президент США Джеймс Сойер.
- Меггі Джилленгол — агент секретної служби Керол Фінерті.
- Джейсон Кларк — керівник терористів Еміль Стенц.
- Джиммі Сімпсон — хакер терористів Скіп Тайлер.
- Річард Дженкінс — спікер палати представників США Елай Рефелсон.
- Джої Кінг — донька Джона, 11-річна Емілі Кейл.
- Джеймс Вудс — керівник секретної служби Мартін Вокер.
- Рашель Лефевр — Мелані.
- Ленс Реддік — генерал Колфілд.
- Ніколас Райт — екскурсовод Білого дому Доні.
- Майкл Мерфі — Віце-президент США Елвін Хамонд.
- Гарсель Бове — перша леді, дружина Президента Елісон.
- Мет Крейвен — агент секретної служби Келерман.
- Джейк Вебер — агент секретної служби Тед Хоуп.
- Пітер Джейкобсон — Волес.
- Барбара Вільямс — Мюріель Вокер.
- Кевін Ранкін — Кілік.

## Виробництво
Події відбуваються 4 жовтня 2014 року.
Це один із двох фільмів 2013 року, що вийшли у кінотеатрах, з однією передумовою: гарнізон Білого дому — злочинці, які тримають президента в заручниках. Інший фільм — «Падіння Олімпу» (2013). Обидва фільми також посилаються на пожежу в Білому домі 1814 року.
Гід Білого дому, якого грає Ніколас Райт, стисло демонструє групі кінозал Білого дому та наголошує, що вони знаходяться в частині, яка була підірвана в х/ф День незалежності. Роланд Еммеріх є режисером цього фільму і брав участь у відтворенні сцен Білого дому в тому самому кінозалі, коли Білл Клінтон був президентом. Райт пізніше зіграв Флойда Розенберга у сиквелі День незалежності: Відродження (2016) всього через три роки.
Книга автора Вінса Флінна, «Передача влади», стала основою для двох фільмів — «Штурм Білого дому» та «Падіння Олімпу» в 2013 році.
Фільм, який демонструється в приватному кінотеатрі Білого дому, коли там ховаються терористи, — «Лоуренс Аравійський» (1962).
Бараку Обамі, який жив у Білому домі, коли бойовик вийшов, фільм сподобався.
Деякі учасники команди на зніманні і Роланд Еммеріх познайомилися з Джоном Маккейном та отримали екскурсію до Капітолія.
Джеймі Фокс за основу свого виступу взяв слова Барака Обами, який був президентом під час випуску фільму.

### Алюзії
Футболка Татума в фільмі є символом поваги до Джона МакКлейна у бойовику Міцний горішок (1988).

### Неточності
У фільмі президент відкрив пасажирське бокове вікно у своєму президентському лімузині, щоб запустити ракетну пускову установку. Насправді тільки вікно водія можна частково відкрити. Жодне з інших вікон у салоні не може бути відкрите з міркувань безпеки та захисту.
USS Albuquerque є справжнім підводним човном, але він не несе ядерні балістичні ракети, як це зображено у фільмі.
Дуже важко і практично неможливо знищити танк M1A2 Abrams фронтально з RPG-7, як це сталося у фільмі. Передня броня «Абрамса» надзвичайно товста та викладена декількома матеріалами, щоб запобігти такому проникненню. РПГ гіпотетично може завдати шкоди таким танкам, якщо мітити в слабкі місця, але це точно не призведе до того, що танк вибухне.
У фільмі стверджується, що президент Лінкольн підтримував жіноче виборче право. Це неправда.